# 다카하시 요시키 (1985년)
다카하시 요시키(일본어: 高橋 義希, 1985년 5월 14일 ~ )는 일본의 전 축구 선수로 현역 시절 사간 도스와 베갈타 센다이에서 미드필더로 활약했다.

## 구단 경력
그는 2004년부터 2021년까지 J리그의 사간 도스, 베갈타 센다이에서 활동하였다.

## 수상 및 주요 성적

### 클럽
사간 도스
- 천황배 : 4강 (2013)

베갈타 센다이
- J1리그 : 4위 (2011)